# Marruecos en los Juegos Olímpicos de Londres 2012
Marruecos participó en los Juegos Olímpicos de Londres 2012 en el Reino Unido. El Comité Olímpico Nacional Marroquí envió un total de 63 atletas a los Juegos en Londres, para competir en 12 disciplinas deportivas.
Wiam Dislam fue la abanderada de Marruecos en la ceremonia de apertura.

## Atletas
La siguiente tabla muestra el número de atletas en cada disciplina:
| Deporte    | Hombres | Mujeres | Total |
| ---------- | ------- | ------- | ----- |
| Atletismo  | 13      | 10      | 23    |
| Boxeo      | 7       | 1       | 8     |
| Ciclismo   | 3       | 0       | 3     |
| Equitación | 1       | 0       | 1     |
| Esgrima    | 2       | 0       | 2     |
| Fútbol     | 22      | 0       | 22    |
| Judo       | 3       | 1       | 4     |
| Lucha      | 2       | 0       | 2     |
| Natación   | 0       | 1       | 1     |
| Piragüismo | 0       | 1       | 1     |
| Tiro       | 0       | 1       | 1     |
| Taekwondo  | 1       | 2       | 3     |
| Total      | 54      | 17      | 71    |

## Medallero
| Medalla           | Nombre            | Deporte   | Evento           | Fecha       |
| ----------------- | ----------------- | --------- | ---------------- | ----------- |
| Medalla de bronce | Abdalaati Iguider | Atletismo | 1500 m masculino | 6 de agosto |